# 명옥진
하 태조 소무황제 명옥진(夏 太祖 昭武皇帝 明玉珍, 1331년 10월 2일 ~ 1366년 3월 17일)은 중국 원말명초 시기의 군웅이자 파촉에서 할거했던 명하(明夏)의 초대 황제이다.

## 생애
원나라 쓰촨 성 충칭에서 출생하여 지난날 한때 원나라 후베이 성 쑤이저우와 원나라 산시 성 옌안을 거쳐 원나라 쓰촨 성 청두에서 잠시 유아기를 보낸 적이 있는 그는 1353년 토원 홍건도 원수 겸 대장군이었던 곽자흥(郭子興) 장군의 휘하의 병솔로 가담하여 원나라에 전격 항거하였고 1361년 12월 19일을 기하여 충칭을 수도로써 명하(明夏)를 창건하였으며 명하 제국 초대 황제 보위 등극하였고 1개월 후 1362년 1월 16일을 기하여 당시 7세의 무녀독남 외동아들 명승(明昇)을 황태자로 책봉하였으며 1366년에 향년 35세로 붕어하였다.

## 그의 사후
1366년에 그가 붕어하자 11세의 황태자 명승(明昇)이 보위를 이어 명하 제국 제2대 군주 등극하였으며 팽태후(彭太后, 1338년 ~ 1404년)가 섭정하였지만 5년 후 1371년에 명 태조 홍무제 주원장(明 太祖 洪武帝 朱元璋)에게 명하 제국이 멸국되고 부인(夫人)인 33세의 팽태후(彭太后)와 당시 16세의 아들 명승(明昇)은 결국 명나라 태조 홍무제 주원장의 양해 섞인 선처를 받아 1372년 5월 29일을 기하여 고려(高麗)에 귀순하였으며 20년 지난 훗날 1392년 고려가 멸국되고 나서 조선이 창건되자 그들 모자(母子)는 1392년 8월 30일을 기하여 조선(朝鮮)에 재귀순하였다.